# アンパンマンの舞台別の登場人物一覧 (宇宙・星の住人)
アンパンマンの舞台別の登場人物一覧 (宇宙・星の住人) では、アンパンマン・シリーズのキャラクターのうち、宇宙・星の舞台に住むものについて一覧形式で解説する。

## 宇宙・星の住人
- バイキン星については、アンパンマンの登場人物一覧#バイキン星の関係者を参照。
- ラッピー、どろんこ魔王については、アンパンマンの登場人物一覧#その他の敵キャラクターを参照。

星の子ルルン（ほしのこルルン）
声 - 水谷優子
性別 - 男 / 初登場回 - TV第2話B「アンパンマンとカレーパンマン」
星の精の男の子。初登場時では仲間と一緒に宇宙を旅していて、食べ物を探すという目的で地球にやってきていた。途中でばいきんまんに襲われたところをカレーパンマンに助けてもらった。ばいきんまん曰く、彼を含め星の精の体はこんぺいとうの様な甘い味がするとの事。TV第153話B「アンパンマンといわおとこ」で、パン工場を潰そうとしたいわおとこを止めようと、1人でやって来た。
ポポル
声 - 渕崎ゆり子
性別 - 男 / 初登場回 - TV第22話B「アンパンマンとまいごのうちゅうじん」
悪戯が大好きな宇宙人の男の子。ママルに怒られ、家出をして地球で迷子になった。その時にドキンちゃんの事を「ママ」、アンパンマンの事を「パパ」と呼んでいた。何でも出してくれる魔法の小箱を持っている。
ママル
声 - 神代知衣
性別 - 女 / 初登場回 - TV第22話B「アンパンマンとまいごのうちゅうじん」
パパルの妻。宇宙人でポポルの母親。迷子になったポポルを探しに来て、アンパンマンのおかげで無事に再会した。
パパル
声 - 大滝進矢
性別 - 男 / 初登場回 - TV第22話B「アンパンマンとまいごのうちゅうじん」
ママルの夫。宇宙人でポポルの父親。迷子になったポポルを探しに来て、アンパンマンのおかげで無事に再会した。
くらげまん
声 - 子安武人→中田和宏
性別 - 男 / 初登場回 - TV第44話A「アンパンマンとくらげまん」
宇宙からやってきた巨大な体の空飛ぶクラゲ。電気をエネルギーにして食べている。初登場時はばいきんまんに騙されて町の電気を見境なく食べてみんなを困らせていたが、それはエネルギーがなくなったから故の行動でかみなりピカタンの雷でエネルギーが充電されて宇宙へと帰った。
こくらげまん
声 - 岡村明美
性別 - 男 / 初登場回 - TV第395話A「くらげまんとこくらげまん」
くらげまんの息子。体は小さいクラゲの男の子。ふわふわと空を飛び、触った者に電撃を流す。父親と同様、電気をエネルギーにして食べている。初登場話では、ばいきんまんに騙され、アンパンマンを襲ったこともあった。
キララちゃん
声 - 川島千代子→萩原えみこ→半場友恵→萩原えみこ→川澄綾子→萩原えみこ
性別 - 女 / 初登場回 - TV第104話A「アンパンマンとキララちゃん」
見た目は人間に近い星の精の女の子。星の杖の魔法で夜空に星座を自由自在に作り出す事が出来る。作った星座は夜明けまでに片づけなくてはならない。初登場時は夜空の星座を片付けると一緒に彼女も消え、ドドと同じく突然姿が消えてしまった（但し、次に登場した時には復活している）。彼女が登場する話には、やみるんるんがよく登場する。映画第11作目「勇気の花がひらくとき」と映画第21作目「だだんだんとふたごの星」にも同じ名前のキャラクターが2人も存在するが別人。
ぎんいろまん
声 - 中村大樹
性別 - 男 / 初登場回 - TV第108話B「アンパンマンとぎんいろまん」
丸い顔はのっぺらぼうのようで、全身が銀色に輝いている正義のヒーロー。星空を守る為に日夜宇宙を飛び回っている。アンパンマン達のように背中のマントで空を飛べる。全身を発光させる事でやみるんるんを消滅させる事が出来るが、アンパンマンと同じく顔が汚れてしまうと弱体化してしまう。
土星ちゃん（どせいちゃん）
声 - 西原久美子
性別 - 男 / 初登場回 - TV第109話A「あかちゃんまんと土星ちゃん」
頭部に三本の角と土星のような輪が付いている宇宙人の男の子。「ピポピポ」としか言わないが、あかちゃんまんと言葉が通じる。
双子の流れ星（ふたごのながれぼし）
初登場回 - TV第119話B「アンパンマンとふたごの流れ星」
七夕の夜、人々の願い事を聞きにやってくる流れ星の双子。
ねがい星（ねがいぼし）
声 - 深見梨加→皆川純子、佐久間レイ（代役）
性別 - 男
帽子を被った青い流れ星の男の子。かなえ星と一緒に行動をしている。
かなえ星（かなえぼし）
声 - 荒木香恵→野中藍
性別 - 女
帽子を被ったピンク色の流れ星の女の子。ねがい星と行動を共にしている。
いわおとこ
声 - 屋良有作、荒川太朗（代役）、山寺宏一（1997年クリスマススペシャル）
性別 - 男 / 初登場回 - TV第153話B「アンパンマンといわおとこ」
遠い星からやってきた岩の巨人。ストーンマンの父親。頭部だけで現れ、体は岩を吸い寄せることで作った。光を浴びると強くなる。バラバラになっても光の力で元の姿に戻る再生能力を持つ。両目から何でも石に変えてしまう光線を発射する。水に弱い。こおり鬼と同様、唸ることしかできないときや片言もしくは普通に話すときもある。普通に話す時は語尾に「〜でガンス」が付く。意志が固く、アンパンマンに説得されても冷静になれないときがある。そして、頼まれたことはたとえ悪事だと分かっていても貫こうとしていた。ばいきんまんの仲間になって悪さをすることもあったが、1997年（平成9年）のテレビアニメスペシャル「メレンゲシスターズのクリスマス」では、メレンゲシスターズが友達になってくれたことに感動し、次第にアンパンマン達とも心から打ち解けるようになる。一度はばいきんまんによって粉々に砕け散ったが、後にいのちの星の力によって蘇った。現在ではばいきんまんに騙されてアンパンマン達を襲うことが多い。
映画第5作目『恐竜ノッシーの大冒険』では、ばいきんまんの命令を聞いて悪事をして登場するが、TV版とは姿が違い別人。筋肉のような岩を纏い、あまりしゃべらない。光の玉の能力でゴロンゴラに変身した。
ストーンマン
声 - 深見梨加、坂本千夏（映画：第17作）
性別 - 男 / 初登場回 - TV第249話B「メロンパンナとストーンマン」
いわおとこの息子。正義感が強く、必殺技の「ストーンパンチ」を繰り出す他「ストーンダッシュ」でアルマジロのように体を丸めて高速で転がる事もできる。初登場時はばいきんまんに騙されてアンパンマン達を襲ったが、メロンパンナのメロメロパンチで戦意喪失してしまいアンパンマン達が悪者と誤解したまま逃亡してしまい最後はいわおとこが一瞬だけ登場して彼に乗って一緒に宇宙に帰るところで話が終わったが、その後はいわおとこと同じく和解してアンパンマン達と仲良くしている。
デカルン
声 - 優希比呂→皆川純子
性別 - 男 / 初登場回 - TV第222話B「アンパンマンと星の子ヒカルン」
星の子供の兄弟の兄。比較的落ち着いている、しっかりした性格。初登場の時は地球に墜落した弟のヒカルンを心配してやってきた。
ヒカルン
声 - 横田みはる→斎賀みつき
性別 - 男 / 初登場回 - TV第222話B「アンパンマンと星の子ヒカルン」
星の子供の兄弟の弟。初登場の時は誤って地球に落っこちてしまい、迷子になった。星の子供の兄弟は夜の闇の中で光り輝く一方、日光にとても弱く、浴びると光を失い体が消えてしまう）。
星の赤ちゃん（ほしのあかちゃん）
性別 - 不明 / 初登場回 - TV第308話B「メロンパンナとふしぎなタマゴ」
スターナ
声 - 川上とも子
性別 - 女 / 初登場回 - TV第596話「アンパンマンとスターフルーツ」
フルーツ星に住んでいる女の子。スターフルーツを実らす大きな木の世話をしている。見た目ははるかぜさんに似ている。
どびんむし姫（どびんむしひめ）
声 - 雪絵玲那
性別 - 女 / 初登場回 - TV第634話B「ジャムおじさんとどびんむし姫」
和服姿のどびん星のお姫様で、気品のある恥ずかしがり屋。顔が土瓶になっている。秋になると、頭の中の秘伝の汁を使った美味しくて温かい土瓶蒸しをご馳走しに地球へやってくる。
ブリキッド
声 - 悠木碧
性別 - 男 / 初登場回 - TV第1097話B「アンパンマンとブリキッド」
ロケットに乗って宇宙を旅しているロボット。胸の扉の中から出すブリキの玩具を配っている。おもちゃ天使のように壊れた玩具を新品のように元通りにする事ができる。ロボット故なのか片言で喋る他英語が混じったりする。目からサーチライトを出す事ができる。初登場時はばいきんまんに操られたせいで「もらう」という事を理解できなくなってしまったが、子供達からお返しのプレゼントを受け取った事で元に戻った。登場テーマ曲はヘリコプタンのものと共通している。

## クロワッサン星の住人
みかづきまん
声 - 三ツ矢雄二（リーダー）、江森浩子→坂本千夏→高野美樹→関山美沙紀→寺田はるひ→坂本千夏
性別 - 男 / 初登場回 - TV第38話B「アンパンマンとみかづきまん」
クロワッサン星を守る三日月の兵隊。黄色い体。複数の仲間達がいる。持っている星の杖から流星を出して攻撃し、みかづきUFOに乗って移動する。仲間達と合体して巨大化する事も出来る。
クロワッサン王（クロワッサンおう）
声 - 島香裕→北村弘一→上田敏也→相沢まさき→森田了介
性別 - 男 / 初登場回 - TV第38話B「アンパンマンとみかづきまん」
クロワッサン星の王様。黄緑色の体に黄色い王冠。パン作りが大好きでジャムおじさんに美味しいパンの作り方を教えてもらった。
クロワッサン姫（クロワッサンひめ）
声 - 三田ゆう子→谷口和花子→大東亜紀→中島沙樹→牧口真幸→越川詩織
性別 - 女 / 初登場回 - TV第111話A「アンパンマンとクロワッサン姫」
クロワッサン星の優しいお姫様。オレンジ色の体に水色の王冠。みかづきまん同様、持っている星の杖から流星を出して攻撃し、みかづきUFOに乗って移動する。初登場時はジャムおじさんにあんパンの作り方を習いにクロワッサン星からやってきた
クロワッサン王子（クロワッサンおうじ）
声 - 朴璐美→長沢美樹→三瓶由布子
性別 - 男 / 初登場回 - TV第907話A「アンパンマンとクロワッサン王子」
クロワッサン星の王子で、クロワッサン姫の弟。薄いピンク色の体に黄色い王冠。語尾に「ぞよ」を付けて話す。美味しいクロワッサンを自分1人で作れると思っている。しかし、まだ勉強中なので上手く作れない。初登場時はクロワッサン作りの勉強が嫌で家出をしたが、ばいきんまんとの騒動の後、ジャムおじさんから美味しい食べ物を作る事に対しての心得を学んだ。

## 月の住人
ムーン姫（ムーンひめ）
声 - 渡辺菜生子
性別 - 女 / 初登場回 - TV第118話A「アンパンマンとムーン姫」
見た目は人間に近い月のお姫様。王様である父親からいずれ跡を継いで国の王女になる為、一人前になるようにと「月のしずく」というペンダントを渡され、パン工場で働くよう促されて地上へと送り出された。何でも周りに頼っていたのであらゆる事が未経験で失敗ばかりしていたが、一生懸命に努力した甲斐あってペンダントは光り、国へと帰っていった。
ムーン姫のお父さん（ムーンひめのおとうさん）
声 - 八木光生
性別 - 男 / 初登場回 - TV第118話A「アンパンマンとムーン姫」
顔が三日月の形をしている月の王様でムーン姫の父親。娘に自分の跡を継いで国の王女になってもらう事を願い、一人前にさせる事を確かめる術として「月のしずく」というペンダントを渡し、パン工場で働くよう促し地上へと送り出した。
星の子（ほしのこ）
性別 - 女 / 初登場回 - TV第118話A「アンパンマンとムーン姫」
ムーン姫の付き人の団体。顔が星の形をしていて、背中に翼が生えている。姫をパン工場まで送り届けて、その後に姫が立派な王女になった時に迎えに来た。
ハネルくん
声 - ならはしみき
性別 - 男 / 初登場回 - TV第198話A「月のうさぎ・ハネルくん」
十五夜になると餅を突き、月見団子を作っているウサギの男の子。普段は満月に住んでおり、ある物を探す為に眩い光と共にやってきた。

## 鉄の星の住人
こてつじいさん
声 - 北村弘一→二又一成、山寺宏一（アニメ代役、映画：第21作）
性別 - 男 / 初登場回 - TV第367話「アンパンマンとてつの星」
こてつちゃんの祖父。鉄の星におけるリーダー的存在。年老いているが、心の強さは誰よりも一番。
こてつちゃん
声 - 渕崎ゆり子、藤井恒久（映画：第11作、第21作）
性別 - 男 / 初登場回 - TV第367話「アンパンマンとてつの星」
こてつじいさんの孫息子。鉄の星の男の子。とても勇気がある。
鉄の人（てつのひと）
声 - 永野広一→園部啓一→岡本幸輔
性別 - 男 / 初登場回 - TV第367話「アンパンマンとてつの星」

## 流れ星の国の住人
チンクル
声 - 川村万梨阿
性別 - 女 / 初登場回 - TV第171話B「アンパンマンとながれ星の国」
顔が星の女の子。迷子になったところをアンパンマンに助けてもらった。空を飛ぶことができ、親子3人で手をつなぐと飛行能力がパワーアップする。
チンクルのお母さん（チンクルのおかあさん）
声 - 中村ひろみ
性別 - 女 / 初登場回 - TV第171話B「アンパンマンとながれ星の国」
顔が星の母親。親子3人で手をつなぐと飛行能力がパワーアップできる。
チンクルのお父さん（チンクルのおとうさん）
声 - 山寺宏一
性別 - 男 / 初登場回 - TV第171話B「アンパンマンとながれ星の国」
顔が星の父親。親子3人で手をつなぐと飛行能力がパワーアップできる。

## パール星の住人
パール王子（パールおうじ）
声 - 川島千代子
性別 - 男 / 初登場回 - TV第77話A「アンパンマンとパール王子」
パール星の王子。彼を含めて住人達は魔法の杖・パールスティックを持っていて、空飛ぶ船で移動する。魔法で悪戯ばかりしたせいで追放され、彼のスティックも一年間使用禁止されていた。旅の途中でばいきんまん達と出会いスティックを奪われそうになるが、アンパンマンを助ける為にスティックを使用してやっつけたが、スティックは黒ずんでしまう。しかし、正しい事に使ったのでスティックは元に戻り、パール星に帰る事を許してもらえた。
パール女王（パールじょおう）
声 - 千々松幸子
性別 - 女 / 初登場回 - TV第77話A「アンパンマンとパール王子」
パール星の女王でパール王子の母親。パールスティックの魔法で悪戯ばかりしていた王子をパール星から追い出し、一年間スティックの魔法を使うことを禁止させた。